# Psicose
Psicose (kurz Psi, auch Allulose) ist ein Monosaccharid aus der Gruppe der Ketohexosen. In den USA wird Allulose von Lebensmittel- und Getränkeherstellern als kalorienarmer Süßstoff verwendet. In der EU ist Allulose als Zuckerersatzstoff bisher nicht zugelassen.

## Vorkommen
D-Psicose kommt in der Natur in geringen Mengen vor. Sie wird vom Menschen nur in geringem Umfang verstoffwechselt und liefert daher nur einen Bruchteil der Energie, die eine gleiche Menge D-Glucose liefern würde. Es existieren zwei enantiomere Formen, die sich wie Bild und Spiegelbild verhalten. Nur die D-Psicose kommt natürlich vor.

## Eigenschaften
In wässriger Lösung kommt es zu einem intramolekularen Ringschluss, sodass sich ein Gleichgewicht zwischen der Ketoform und den beiden Ringformen (zu ungefähr gleichen Teilen α/β-Furanose- und α/β-Pyranose-Form) einstellt.
| D-Psicose – Schreibweisen | D-Psicose – Schreibweisen | D-Psicose – Schreibweisen |
| Keilstrichformel          | Haworth-Schreibweise      | Haworth-Schreibweise      |
| ------------------------- | ------------------------- | ------------------------- |
|                           | α-D-Psicofuranose         | β-D-Psicofuranose         |
| α-D-Psicopyranose         | β-D-Psicopyranose         |                           |

## Verwendung
Studien haben gezeigt, dass Allulose im menschlichen Körper nicht so resorbiert wird wie gewöhnliche Zucker und den Insulinspiegel nicht erhöht. Allulose enthält pro Gramm nur 0,84 kJ (0,2 kcal), Fruchtzucker hingegen mit 16,8 kJ (4 kcal) das 20-fache an Nahrungsenergie.
Allulose wurde in den 1940er Jahren entdeckt, die erste Massenproduktionsmethode jedoch erst 1994 in Japan entwickelt, nachdem dort das dafür nötige Schlüsselenzym D-Tagatose-3-Epimerase entdeckt wurde, das Fructose in Allulose umwandelt. Diese Herstellungsmethode hat sich allerdings bis jetzt als aufwendig und sehr teuer erwiesen.
2012 wurde Allulose von der US-amerikanischen Food and Drug Administration (FDA) in verschiedenen festgelegten Lebensmittelkategorien als sicherer Zuckerersatz erklärt.
Allulose ist in der EU noch nicht zugelassen; das Unternehmen Savanna Ingredients GmbH, das zum Kölner Zuckerhersteller Pfeifer & Langen gehört, entwickelt ein Verfahren zur Herstellung aus Zuckerrüben und plante 2018 eine Zulassung zur Vermarktung bis 2021. 2020 entschied jedoch das Bundesinstitut für Risikobewertung, dass für eine Zulassung weitere Daten erforderlich wären.